# RHOF
RHOF (англ. Ras homolog family member F, filopodia associated) – білок, який кодується однойменним геном, розташованим у людей на 12-й хромосомі. Довжина поліпептидного ланцюга білка становить 211 амінокислот, а молекулярна маса — 23 625.
| 10         |  | 20         |  | 30         |  | 40         |  | 50         |
| ---------- |  | ---------- |  | ---------- |  | ---------- |  | ---------- |
| MDAPGALAQT |  | AAPGPGRKEL |  | KIVIVGDGGC |  | GKTSLLMVYS |  | QGSFPEHYAP |
| SVFEKYTASV |  | TVGSKEVTLN |  | LYDTAGQEDY |  | DRLRPLSYQN |  | THLVLICYDV |
| MNPTSYDNVL |  | IKWFPEVTHF |  | CRGIPMVLIG |  | CKTDLRKDKE |  | QLRKLRAAQL |
| EPITYMQGLS |  | ACEQIRAALY |  | LECSAKFREN |  | VEDVFREAAK |  | VALSALKKAQ |
| RQKKRRLCLL |  | L          |  |            |  |            |  |            |

A: Аланін

C: Цистеїн

D: Аспарагінова кислота

E: Глутамінова кислота

F: Фенілаланін

G: Гліцин

H: Гістидин

I: Ізолейцин

K: Лізин

L: Лейцин

M: Метіонін

N: Аспарагін

P: Пролін

Q: Глутамін

R: Аргінін

S: Серин

T: Треонін

V: Валін

W: Триптофан

Кодований геном білок за функцією належить до ліпопротеїнів. 
Задіяний у таких біологічних процесах, як ацетилювання, альтернативний сплайсинг, метилювання. 
Білок має сайт для зв'язування з нуклеотидами, ГТФ. 
Локалізований у клітинній мембрані, цитоплазмі, цитоскелеті, мембрані.